# Peter Esenwein
Peter Esenwein (* 7. Dezember 1967 in Göppingen) ist ein ehemaliger deutscher Speerwerfer.

## Karriere
Bei seiner ersten Teilnahme an Olympischen Spielen in Athen kam er nicht über die erste Runde des Speerwurf-Wettbewerbs hinaus.
Bei den Leichtathletik-Europameisterschaften 2006 erreichte er den sechsten Platz. Beim Leichtathletik-Weltfinale 2006 in Stuttgart schaffte er es mit einer Leistung von 85,30 m auf den dritten Podiumsplatz.
Seine persönliche Bestweite liegt bei 87,20 m.

## Erfolge
- 2000, DM-Dritter
- 2001, DM-Vierter
- 2002, DM-Sechster
- 2003, DM-Vierter
- 2004, DM-Sechster
- 2004, Olympische Spiele in Athen: Teilnahme
- 2005, DM-Achter
- 2006, DM-Zweiter
- 2006, Europameisterschaften in Göteborg: Platz 6 (81,11 m)
- 2006, Leichtathletik-Weltfinale in Stuttgart: Platz 3 (85,30 m)